# Rolf Königs

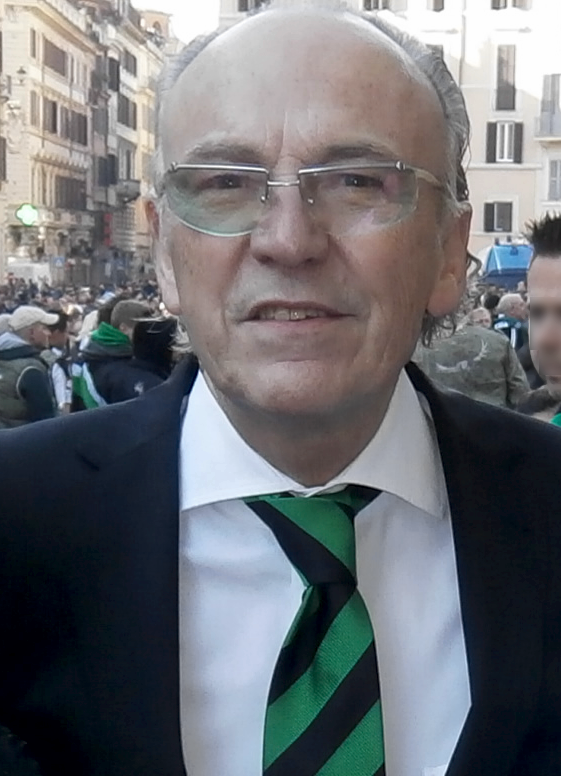
Rolf Königs (2013)

Rolf Königs (* 19. August 1941 in Mönchengladbach) ist ein deutscher Sportfunktionär und war von 2004 bis 2024 Präsident von Borussia Mönchengladbach. Er ist außerdem Geschäftsführer der AUNDE Group.

## Leben
Königs wurde am 23. Februar 1999 in den Vorstand der Borussia gewählt. Seit dem 8. September 1999 amtierte er als Vizepräsident. Am 6. April 2004 wurde Königs als Nachfolger des verstorbenen Adalbert Jordan zum Präsidenten von Borussia Mönchengladbach gewählt. In seine Amtszeit fiel der zweite Abstieg des Fußballclubs aus der 1. Bundesliga in der Saison 2006/2007. Als Grund für die damalige sportliche Misere wurde in der Presse die Personalpolitik genannt, insbesondere häufige Trainerwechsel, verschiedene sportliche Leiter und damit verbunden starke Veränderungen des Mannschaftskaders.
Rolf Königs arbeitet unentgeltlich für Borussia Mönchengladbach. Bei seinem Dienstantritt hatte der Verein über 20 Millionen Euro Schulden. Inzwischen ist der Verein saniert und schreibt schwarze Zahlen. Im März 2024 übergab Königs das Amt als Präsident von Borussia Mönchengladbach an seinen Nachfolger Rainer Bonhof.
Neben seiner Tätigkeit als Präsident des niederrheinischen Traditionsclubs ist er noch Geschäftsführer der Firma AUNDE Achter & Ebels und auch des Marktführers für LKW-Sitze in Europa (Isringhausen – Teil der AUNDE-Gruppe).
2017 wurde er mit dem Axia Award in der Kategorie Lebenswerk prämiert.
Rolf Königs hat zwei Kinder.
Am 22. April 2024 wurde Rolf Königs auf Vorschlag von Rainer Bonhof auf der Mitgliederversammlung von Borussia Mönchengladbach zum Ehrenpräsidenten gewählt.

## Vermögen
Gemäß dem Deutschen Manager-Magazin hat Rolf Königs ein Vermögen von ca. 800 Millionen Euro (Stand: 2022). Damit belegt er auf der Liste der 500 reichsten Deutschen Platz 174.